# Campionat del Món de Trial 1984
La temporada de 1984 del Campionat del Món de trial fou la 10a edició d'aquest campionat, organitzat per la FIM. El calendari oficial constava de 12 proves puntuables, celebrades entre el 4 de març i el 9 de setembre.
Eddy Lejeune va guanyar el tercer dels tres títols consecutius que va encadenar amb Honda, aquesta vegada de forma molt ajustada per davant Thierry Michaud, que havia canviat de SWM a Fantic. Només 2 punts els van separar a la classificació final, que es va decidir a la darrera prova de la temporada, Suècia, on Lejeune arribà amb 5 punts d'avantatge sobre Michaud. Michaud va guanyar, però Lejeune  fou segon i es va proclamar així campió.
El millor català aquell any va ser Lluís Gallach, setè amb la Merlin. Toni Gorgot, cinquè amb la Montesa el 1983, va passar la temporada sense pena ni glòria després d'haver canviat a l'experimental JJ Cobas i va acabar el campionat en la dissetena posició final. Aquella fou la darrera temporada al mundial de Gorgot.
Aquella temporada va debutar al mundial Diego Bosis amb la Fantic, un pilot que ben aviat va esdevenir un dels màxims aspirants al títol. Tot i no haver-lo guanyat mai, fou dues vegades subcampió del món per darrere de Jordi Tarrés (1987 i 1990).

## Sistema de puntuació
L'any 1984, en un intent d'afavorir els pilots més regulars, entrà en vigor el nou sistema de puntuació vigent actualment, en què obtenen punts els 15 primers classificats de cada prova, repartits d'acord amb el següent barem:
Barem de puntuació a partir de 1984:
| Posició | 1  | 2  | 3  | 4  | 5  | 6  | 7 | 8 | 9 | 10 | 11 | 12 | 13 | 14 | 15 |
| Punts   | 20 | 17 | 15 | 13 | 11 | 10 | 9 | 8 | 7 | 6  | 5  | 4  | 3  | 2  | 1  |

## Calendari
| Ronda | Data          | Prova         | Lloc                 | Guanyador        |
| ----- | ------------- | ------------- | -------------------- | ---------------- |
| 1     | 4 de març     | Espanya       | Olot                 | Thierry Michaud  |
| 2     | 11 de març    | Bèlgica       | Bilstain             | Eddy Lejeune     |
| 3     | 18 de març    | Gran Bretanya | Merthyr Tudful       | Bernie Schreiber |
| 4     | 24 de març    | Irlanda       | Newtownards          | Eddy Lejeune     |
| 5     | 8 d'abril     | França        | Razes                | Eddy Lejeune     |
| 6     | 15 d'abril    | Alemanya      | Osnabrück            | Bernie Schreiber |
| 7     | 10 de juny    | Estats Units  | Watkins Glen         | Thierry Michaud  |
| 8     | 17 de juny    | Canadà        | Owend Sound          | Eddy Lejeune     |
| 9     | 1 de juliol   | Àustria       | Heinrichs bei Weitra | Thierry Michaud  |
| 10    | 6 de juliol   | Itàlia        | Courmayeur           | Eddy Lejeune     |
| 11    | 2 de setembre | Finlàndia     | Espoo                | Eddy Lejeune     |
| 12    | 9 de setembre | Suècia        | Lerum                | Thierry Michaud  |

Notes
1. ↑  A Ontario
2. ↑  A la Baixa Àustria

## Classificació final
| Posició | Pilot              | Motocicleta | Punts |
| ------- | ------------------ | ----------- | ----- |
| 1       | Eddy Lejeune       | Honda       | 214   |
| 2       | Thierry Michaud    | Fantic      | 212   |
| 3       | Bernie Schreiber   | SWM         | 152   |
| 4       | Philippe Berlatier | Italjet     | 128   |
| 5       | John Lampkin       | Fantic      | 107   |
| 6       | Steve Saunders     | Armstrong   | 97    |
| 7       | Lluís Gallach      | Merlin      | 79    |
| 8       | Pascal Couturier   | Beta        | 77    |
| 9       | Gilles Burgat      | Fantic      | 71    |
| 10      | Bernard Cordonnier | Fantic      | 65    |
| 11      | Tony Scarlett      | Yamaha      | 56    |
| 12      | Andreu Codina      | Montesa     | 53    |
|         |                    |             |       |
| 17      | Toni Gorgot        | JJ Cobas    | 23    |
|         |                    |             |       |
| 26      | Joan Freixas       | Merlin      | 1     |